# Большая Поляна (Татарстан)
Большая Поляна (тат. Зур Алан) — деревня в Алькеевском районе республики Татарстан. Входит в состав Шибашинкого сельского поселения.

## География
Деревня находится в 41 километре к юго-западу от районного центра Базарные Матаки, расположено в верховье реки Шиятоша.
Большая Поляна находится в часовой зоне МСК (московское время). Смещение применяемого времени относительно UTC составляет +3:00.

## История
Основана в 1930-х годах.
Первоначально входила в Кузнечихинский район Татарской АССР. С 19 февраля 1944 года находилась в Юхмачинском, с 7 декабря 1956 года — в Кузнечихинском, с 28 октября 1960 года — в Алькеевском, с 1 февраля 1963 года — в Куйбышевском, с 12 января 1965 года — в Алькеевском районе.

## Население
По состоянию на 2010 год постоянное население в деревне отсутствало.
| Численность населения |      |      |      |      |      |      |
| 1938                  | 1949 | 1958 | 1970 | 1979 | 1989 | 2002 |
| 270                   | 188  | 172  | 153  | 80   | 30   | 5    |